# 右曲がりのダンディー
『右曲がりのダンディー』（みぎまがりのダンディー）は、末松正博による日本の漫画。講談社『モーニング』で連載され、単行本はモーニングKC（講談社）より全9巻が刊行された。
玉置浩二主演で1989年に映画化されている。

## あらすじ
二枚目で敏腕なバブル期の大手広告代理店エリートサラリーマン・一条まさと＝伊達男「右曲がりなダンディー」の、女性たちとの遊びの日常をコメディタッチで描いていく。

## 一条まさと
- 身長186cm。愛車はポルシェ。仕事も私生活も交友関係も全てに完璧主義でパーフェクトにこなす。常にトップを維持するために日々のトレーニングを怠らないストイックな性格の持ち主である。
- スポーツ万能に加え、料理や楽器演奏（ピアノ、サックス、エレキギター）もこなし、メイクまでも心得がある。プレイボーイで女性からも抜群にもて、デートの相手は毎日変わる（1日に複数の女性と交遊することもしばしばある）。
- 特に美人には目がなく面食いではあるが、人知れず花を飾っていた地味な女性にも配慮をし遊びに誘うなど、フェミニストらしい一面も持つ。同時に高所恐怖症でもある。
- 局部が極端に右に曲がっているため、男子トイレは横を向いて用を足すという特異体質でもある。
- 日本ジャーナル出版『週刊実話』連載の続編『右曲がりのダンディー リターンズ』（2020年11月～）では、AIロボット開発企業CEOになっており、「一条まさと54歳 日本で唯一バブルが続く男！」と銘打たれている。

## 書籍情報
- 末松正博『右曲がりのダンディー』講談社〈モーニングKC〉全9巻
  1. 1986年9月16日発売[1]、ISBN 978-4-06-300015-3。
  2. 1987年3月18日発売[1]、ISBN 978-4-06-300022-1。
  3. 1987年9月22日発売[1]、ISBN 978-4-06-300024-5。
  4. 1988年3月23日発売[1]、ISBN 978-4-06-300031-3。
  5. 1988年9月22日発売[1]、ISBN 978-4-06-300044-3。
  6. 1989年4月22日発売[1]、ISBN 978-4-06-300052-8。
  7. 1989年10月23日発売[1]、ISBN 978-4-06-300060-3。
  8. 1990年3月23日発売[1]、ISBN 978-4-06-300070-2。
  9. 1990年6月23日発売[1]、ISBN 978-4-06-300075-7。

- 末松正博『右曲がりのダンディー』スコラ〈スコラ漫画文庫シリーズ〉全5巻
  1. 1994年9月、ISBN 978-4796201896。
  2. 1994年9月、ISBN 978-4796201902。
  3. 1994年9月、ISBN 978-4796201919。
  4. 1994年9月、ISBN 978-4796201926。
  5. 1994年9月、ISBN 978-4796201933。

## 映画
1989年8月12日公開。劇中において、公開当時放映されていた『仮面ライダーBLACK RX』が登場し、一条と競演するシーンがある。

### キャスト
- 一条まさと：玉置浩二
- 岡部敦子：松本小雪
- 芦田かおり：加賀まりこ
- 安田：林家こぶ平
- 大崎：松田勝
- 池上：小沢仁志
- 五反田：殺陣剛太
- 有田まり：西條晴美
- 小林京子：若山幸子
- 高見典子：山野遥
- トム小泉：マイク真木
- G・Sのマスター：清水アキラ
- クラブ「マミー」のボーイ：末松正博
- 主婦：森みどり
- 根本：津村鷹志
- 岡部の秘書：草薙幸二郎
- 中島和子：井森美幸
- 岡部：峰岸徹
- 工藤冴子：名取裕子
- 上田耕一、くず哲也、羽田美智子、伊藤真季、三田文代、賀川幸史朗、マイケル・コールマン、城春樹
- 仮面ライダーBLACK RX[2] - 高岩成二

### スタッフ
- 監督：那須博之
- 原作：末松正博
- 脚本：那須真知子
- 音楽監督：玉置浩二
- 音楽：星勝、BAnaNA、玉置浩二
- 主題歌：玉置浩二「I'm Dandy」
- 撮影：森勝
- 美術：今保太郎
- 照明：山口利雄
- 録音：神保小四郎
- 編集：山田真司
- 助監督：中嶋竹彦、祭主恭嗣
- スチール：久井田誠
- 現像：東映化学
- MA：にっかつスタジオセンター
- 企画：岡田裕介、黒澤満
- プロデューサー：小島吉弘
- 製作・配給：東映